# حاج ایازخان قشقایی
حاج ایاز خان شاکری قشقایی(تولد سال ۱۲۸۷ قمری/ ۱۲۴۸ خورشیدی) مشاور و صندوق‌دار صولت‌الدوله (ایلخان قشقایی) بود. او در سفر به مکه، مدینه و عتبات عالیات، شرح این سفر را نوشته است. سفرنامه او به نام سفرنامه حاج ایاز خان قشقایی در سال ۱۳۸۸ به کوشش پرویز شاکری در تهران منتشر شد.
وی در سفر حج، با شریف حسین (سلطان مکه) دیدار می‌کند و در بازگشت از سفر خود، به همراه صولت‌الدوله و رضاخان سردار سپه از احمدشاه قاجار که از دومین سفر به فرنگ بازمی‌گردد، استقبال می‌کند.

## تبار و نسب
حاج ایازخان زاده ایل قشقایی است. تبار او به ایل شاملو برمی‌گردد.
ایل شاملو در کنار سایر ایلات و طوایف از جمله تکه‌لو، استاجلو، قاجار، افشار، روملو و زنگنه، هسته مرکزی قوای قزلباش را تشکیل دادند. قدرت قزلباش‌ها تا زمان شاه عباس برقرار بود. وی اندک اندک از تعداد و قدرت آنان کاست و برخی از آنان را از آذربایجان کوچ داد که بخشی از آن‌ها به ایل قشقایی پیوسته‌اند. ابوطالب آقا که نَسَب حاج ایازخان به او می‌رسد، از ایل شاملو است که به ایل قشقایی وارد شده‌است.
حاج ایاز خان در زمان صدور شناسنامه (در سال ۱۳۱۲ خورشیدی) با توجه به اعتقادات دینی خود، نام خانوادگی «شاکری» به مفهوم شکرگزار بودن را برگزیده است.

## حاج ایاز خان و صولت الدوله
اسماعیل خان صولت‌الدوله که مدتی در زمان ایلخانیگری عبداله خان ضرغام الدوله (برادر بزرگش)، با اقتدار به عنوان ایل‌بیگی در مسند قدرت بود، در سال ۱۳۲۴ قمری/ ۱۲۸۴ خورشیدی به عنوان ایلخانی انتخاب می‌شود. او به واسطه اعتماد و اطمینانی که به ایازخان دارد او را به عنوان مشاور و معتمد خود برمی‌گزیند.
ایاز خان به واسطه کِبَر سنّ نسبت به صولت‌الدوله، علاوه بر همراهی وی در امور دیوانی، گاه در امور خانوادگی او نیز ایفای نقش می‌کند. به عنوان نمونه، صولت‌الدوله طی نامه‌ای (احتمالاً) در سال ۱۳۰۳ خورشیدی هنگام راهی شدن به تهران حهت حضور در مجلس شورای ملی که به فرزندش ناصرخان نوشته، حاج ایازخان را به عنوان وکیل و نماینده برای جلب رضایت فامیل و پیشگیری از دلخوری احتمالی در رابطه با ازدواج ناصرخان تعیین می‌کند.
حاج ایازخان، به نیابت از صولت الدوله، مدتی سرپرستی حکومت بهبهان را داشته‌است.
وی به مدت بیش از بیست سال (از دوره ایلبیگی شدن صولت الدوله قبل از سال ۱۳۲۰ قمری/ ۱۲۸۰ خورشیدی تا زمان آغاز سفر حج در سال ۱۳۴۰ قمری/۱۳۰۱ خورشیدی) در دستگاه ایلخانی، همواره دارای منصب و قدرت بوده‌است.

## حاج ایاز خان و جنگ جهانی اول
ایازخان طی جنگ جهانی اول (در سال‌های ۱۳۳۳قمری/۱۲۹۳خورشیدی تا ۱۳۳۷قمری/ ۱۲۹۷خورشیدی)، در نبرد قشقایی‌ها بر علیه قوای استعمارگر انگلیس در خطه جنوب شرکت داشته‌است.
در نبرد سال ۱۳۳۶قمری/ ۱۲۹۶خورشیدی، چند خانوار از جمله خانوار حاج ایاز خان توسط نیروهای حامی قوای بیگانه، به اسارت گرفته شده و اموال آنان غارت شد که با رشادت و پایمردی قشقایی‌ها به سرعت آزاد شدند.

## سفر و سفرنامه نویسی
حدود چهار سال پس از خاتمه جنگ جهانی اول، در سال ۱۳۴۱قمری/ ۱۳۰۱خورشیدی توفیق سفر حج و زیارت عتبات عالیات، نصیب حاج‌ایازخان می‌شود. او در این سفر با عبور از خلیج فارس، اقیانوس هند، دریای سرخ و شهرها و کشورهای مسیر، به سبک روزنامه‌ای، سفرنامه ای تدوین نموده که حائز ارزش تاریخی فراوانی است و اولین سفرنامه مکتوب و مستند در ایل قشقایی است.
وی پس از بازگشت از این سفر، از خدمات دیوانی و دستگاه ایلخانی قشقایی کناره‌گیری می‌کند.

## حاج ایازخان و اعتقادات دینی
حاج ایازخان پایبند به اعتقادات دینی بوده و با مراجع و روحانیون به نامِ روزگار خود مکاتبه و مراوده داشته و عکس‌ها و نامه‌های اشخاصی از جمله آیت‌الله حاج شیخ عبدالکریم حائری بنیانگذار مدرسه فیضیه قم به یادگار مانده است.
حاج ایازخان باتوجه به باورهای دینی، در برگزاری مراسم مذهبی در ایل پیشگام بوده‌است. وی در تعمیر اماکن مذهبی نیز کوشا بوده‌است. علاوه بر تعمیر و احیای مسجد روستای ظفرآباد در جنوب‌شرقی شیراز، حاج ایازخان به موارد دیگری نیز همت گمارده که به بیان خود او در کتاب سفرنامه حاج ایاز خان قشقایی، تعمیر بقعه سید تاج‌الدین محمد در شهر قیر از آن جمله است.

## سالهای ابتدای حکومت پهلوی و اسکان اجباری
با توجه به مشکلات سیاسی در ایل قشقایی و شورش بزرگ این ایل در سال ۱۳۰۸، در سال‌های ابتدای حکومت پهلوی، وی ناچار به دور شدن از ایل و تخته‌قاپوی اجباری در شهر سمیرم شد.
حاج ایاز خان در زمستان سال ۱۳۱۸خورشیدی (۱۳۵۸ قمری) در املاکش در سمیرم، وفات یافت. آرامگاه او در امامزاده‌ای در داخل شهر سمیرم واقع است.